# NHK徳島名東中継局
NHK徳島名東中継局（エヌエイチケイとくしまみょうどうちゅうけいきょく）は、徳島県徳島市に置かれていたNHK徳島放送局のテレビ中継局である。

## 概要
- 当中継局は、徳島市の名東町にあり各地域に電波を発射していた。
- 地上デジタル放送は置局せず2011年7月24日24時のアナログ波停波を以って、廃局となった。

## NHK中継局概要
| 放送局名             | テレビチャンネル | 空中線電力        | ERP                 | 放送対象地域 | 放送区域内世帯数 |
| アナログテレビ中継局 |                  |                   |                     |              |                  |
| NHK徳島総合テレビ    | 43ch             | 映像1W/ 音声250mW | 映像1.7W/ 音声420mW | 徳島県       | 約-世帯          |
| NHK徳島教育テレビ    | 45ch             | 映像1W/ 音声250mW | 映像1.7W/ 音声420mW | 全国         | 約-世帯          |

### 偏波面
- アナログテレビ中継局…水平偏波

## 中継局置局住所
- 徳島市名東町2丁目（名東団地西方の山）